# Município de Madison (condado de Highland, Ohio)
O município de Madison (em inglês: Madison Township) é um município localizado no condado de Highland no estado estadunidense de Ohio. No ano de 2010 tinha uma população de 6.725 habitantes e uma densidade populacional de 74,8 pessoas por km².

## Geografia
O município de Madison encontra-se localizado nas coordenadas 39° 19′ 51″ N, 83° 25′ 19″ O. Segundo a Departamento do Censo dos Estados Unidos, o município tem uma superfície total de 89.9 km², da qual 88,98 km² correspondem a terra firme e (1,03 %) 0,92 km² é água.

## Demografia
Segundo o censo de 2010, tinha 6.725 habitantes residindo no município de Madison. A densidade populacional era de 74,8 hab./km². Dos 6.725 habitantes, o município de Madison estava composto pelo 96,68 % brancos, o 1,37 % eram afroamericanos, o 0,06 % eram amerindios, o 0,18 % eram asiáticos, o 0,21 % eram de outras raças e o 1,5 % eram de uma mistura de raças. Do total da população o 0,55 % eram hispanos ou latinos de qualquer raça.